# Chef d'État-major général des armées (Sénégal)

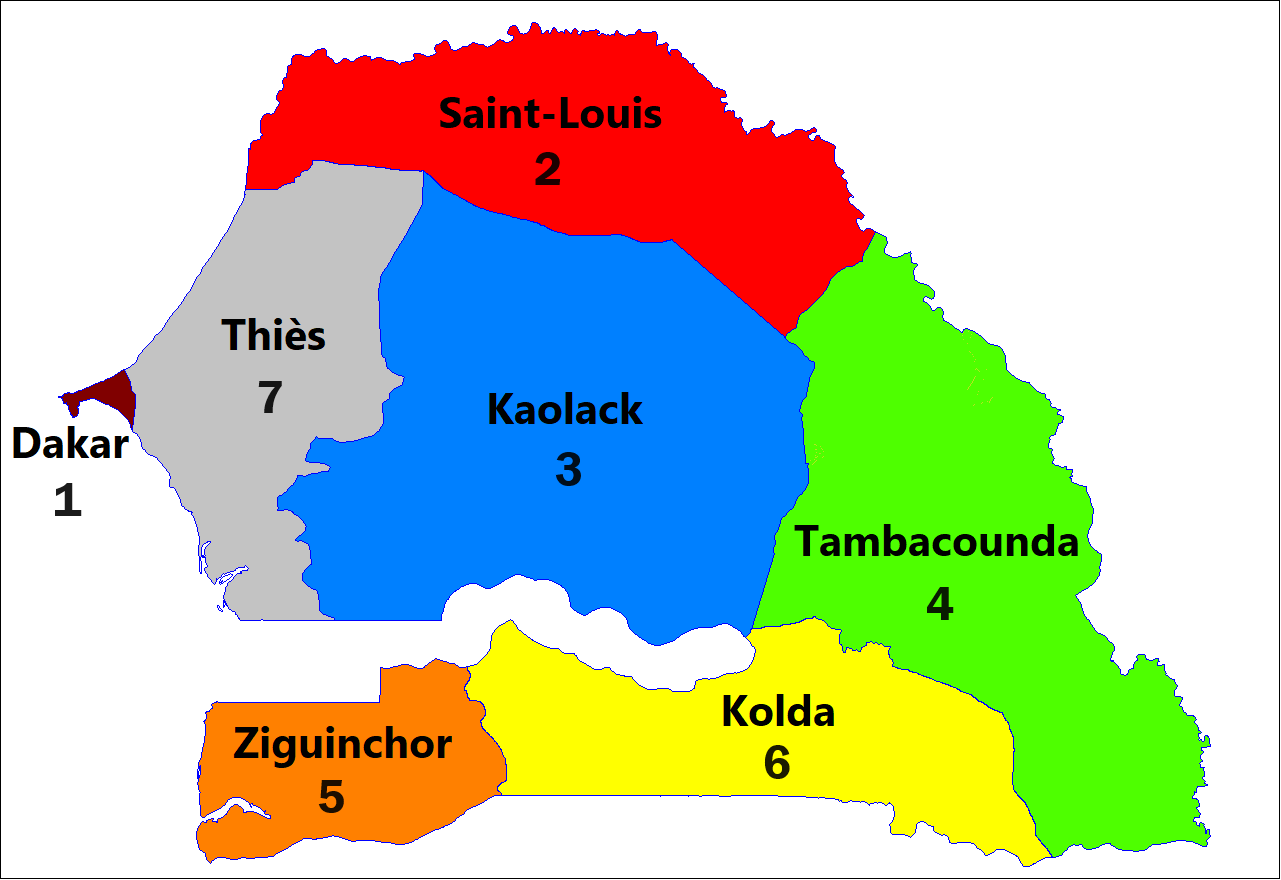
carte des différentesrégions militaires du Sénégal

Dans l'armée sénégalaise, le chef d'État-Major général des armées (CEMGA), assiste le ministre chargé des Forces armées pour l’organisation générale, la mise en condition des forces et la coordination interarmées.

## Attributions
Il est chargé de la préparation des plans et des opérations militaires.
Il dispose de :
- l’État-Major général des armées ;
- la direction de la Sécurité militaire ;
- La direction de l’Information et des Relations publiques.

Il exerce directement son autorité sur :
- le chef d’état-major de l’Armée de terre, et par conséquent sur :
  - le bataillon hors-rang,
  - le bataillon de parachutistes,
  - le bataillon de commandos,
  - le bataillon des blindés,
  - le bataillon d'artillerie,
  - le bataillon du train,
  - le 1er bataillon d'infanterie,
  - le 2e bataillon d'Infanterie,
  - le 3e bataillon d'Infanterie,
  - le 4e bataillon d'Infanterie,
  - le 5e bataillon d'Infanterie,
  - le 6e bataillon d'Infanterie,
  - le 22e bataillon de reconnaissance et d'appui,
  - le 24e bataillon de reconnaissance et d'appui,
  - le 25e bataillon de reconnaissance et d'appui,
  - le 26e bataillon de reconnaissance et d'appui ;
- le chef d’état-major de la Marine nationale ;
- le chef d’état-major de l’Armée de l’air.

Les directeurs des directions des services spécialisés mises pour emploi auprès de lui sont :
- la direction du génie
- la direction du matériel (DIRMAT)
- la direction des transmissions (DIRTRANS) ;
- la direction de l’intendance (DIRINT) ;
- la direction de la santé des armées (DSA) ;
- les commandants des zones militaires :
  - zone militaire 1,
  - zone militaire 2,
  - zone militaire 3,
  - zone militaire 4,
  - zone militaire 5,
  - zone militaire 6,
  - zone militaire 7 ;
- les commandants des écoles militaires et centres d’instructions.

L’État-Major général des armées (EMGA) est l’organe de coordination des états-majors des armées de terre, de mer et de l’air. 
L’État-Major général des armées est chargé :
- de la coordination interarmées ;
- de veiller à l’aptitude opérationnelle des armées à remplir leur mission ;
- de l’application des règlements d’emploi et de manœuvre ;
- de l’instruction et du perfectionnement du personnel d’active et de réserve ;
- de la gestion et de la formation du personnel.

L’État-Major général des armées comprend des divisions spécialisées articulées en bureaux.
L’État-Major général des armées est dirigé par un officier supérieur ou général, ayant le titre et l’appellation de chef d’État-Major général des armées (CEMGA).

## Listes des chefs d'État-Major général des armées (CEMGA)
- Général Amadou Fall (1960) chef d'etat major des armees du senegal
- Colonel Abdoulaye Soumaré (? - 19 aout 1960) chef d'État-Major de la Fédération du Mali
- Colonel Idrissa Fall (20 aout 1960 - 1962)
- Général de division Jean Alfred Diallo (du 17/12/1962 au 30/06/1972)
- Général Idrissa Fall (du 01/07/1972 au 30/06/1984)
- Général Joseph Louis Tavarez de Souza (du 01/07/1984 au 31/05/1988)
- Général de corps d'armée aérien Mamadou Mansour Seck (du 31/05/1988 au 30/06/1993)
- Général Mouhamadou Lamine Keita (du 30/06/1993 au 30/06/1996)
- Général d'armée Lamine Cissé (du 01/07/1996 au 31/12/1997)
- Général de division Mamadou Seck (du 01/01/1998 au 30/04/2000)
- Général de corps d'armée Babacar Gaye (du 01/05/2000 au 12/08/2003)
- Général de corps d'armée Papa Khalilou Fall (du 12/08/2003 au 31/05/2006)
- Général de corps d'armée Abdoulaye Fall (01/06/2006-30/10/2012)
- Général d'armée Mamadou Sow (30/10/2012-31/12/2016)
- Général de division Cheikh Gueye (01/01/2017-31/12/2020)
- Général de division Birame Diop (01/01/2020-26/03/2021)
- Général d'armée Cheikh Wade (30/03/2021-05/04/2023)
- Général de corps d'armée Mbaye Cissé  (06/04/2023-)

### Homologues
- Chef d'État-Major des armées des États-Unis
- Chef d'État-Major de la défense du Royaume-Uni
- Chef d'état-major de la défense du Canada
- Chef d'État-major des armées de France
- Chef d'État-major de l'Armée nationale populaire d'Algérie